# Chère Martha
Pour plus de détails, voir Fiche technique et Distribution.
Chère Martha (Bella Martha) est une comédie romantique allemande réalisée en 2001 par Sandra Nettelbeck.

## Synopsis
Cheffe cuisinière dans un restaurant raffiné de Hambourg, Martha est passionnée par son travail, réservant ses quelques instants libres à des séances d'analyse. Sa vie obsessionnelle est un jour bouleversée par la mort de sa sœur. Elle doit alors recueillir chez elle Lina, sa nièce de huit ans. Et avec l'arrivée d'un nouveau sous-chef au restaurant, l'exubérant Italien Mario, les changements continuent...

## Fiche technique
- Titre : Chère Martha
- Titre original : Bella Martha
- Réalisation : Sandra Nettelbeck
- Scénario : Sandra Nettelbeck
- Production : Karl Baumgartner, Christoph Friedel
- Musique : Keith Jarrett, David Darling, Arvo Pärt
- Photographie : Michael Bertl
- Montage : Mona Bräuer
- Production : Karl Baumgartner, Christine Berg et Christoph Friedel
- Société de production : Arte, Bavaria Film, Palomar, Pandora Filmproduktion, Prisma Film, Rai Cinema, SRG SSR, Schweizer Fernsehen, Starhaus Filmproduktion, T&C Film et Teleclub
- Société de distribution : K Films (France)
- Pays de production :  Allemagne,  Italie,  Autriche et  Suisse
- Genre : Comédie dramatique, comédie romantique
- Durée : 109 minutes
- Dates de sortie :
  - Suisse : Première le 6 août 2001 au Festival international du film de Locarno
  - Allemagne : 18 avril 2002
  - France : 21 janvier 2004

## Distribution
- Martina Gedeck : Martha Klein
- Maxime Foerste : Lina Klein, la nièce de Martha
- Sergio Castellitto : Mario
- Ulrich Thomsen : Sam Thalberg
- Katja Studt : Léa

## Accueil critique
Ce film n'a été distribué que peu de temps en France et est crédité de 9 040 entrées en salles[réf. souhaitée].
Un remake a été réalisé en 2007 par Scott Hicks sous le titre Le Goût de la vie (en anglais No Reservations).